# Agrios en Oreios
De tweelingbroers Agrios en Oreios (Oudgrieks: Ἄγριος και Ὀρειος), zonen van Polyphonte, zijn reuzen uit de Griekse mythologie, half mens en half beer.

## Geboorte
Polyphonte, de moeder van Agrios en Oreios, moest van Aphrodite trouwen, maar zij wilde dit niet. Polyphonte ging toen naar Artemis om jager te worden. Aphrodite gaf niet toe en Polyphonte werd, door Aphrodites toedoen, verliefd op een beer, de vader van de tweeling.

## Transformatie
Omdat de twee broers de Olympiërs minachtten en reizigers naar hun grot lokten, vermoordden en opaten, wekten zij de woede van Zeus die Hermes zond om hun, naar eigen inzicht, een straf op te leggen. Hermes was van plan ze handen en voeten af te slaan, maar Ares, die hun grootvader was, greep in en uiteindelijk werden beiden in roofvogels veranderd.
Agrios werd toen een gier, een vogel die werd gehaat door goden en mensen, en hij kreeg een sterk verlangen naar vlees en bloed. Hij werd uiteindelijk het symbool van Ares. Zijn broer Oreios werd een oehoe, en zijn komst betekent weinig goeds als hij aankomt bij een dode.

## Bron
- (en)  Greekmythology wikia